# هربرت چارلز اونسلو پلومر
هربرت چارلز اونسلو پلامر (انگلیسی: Herbert Plumer, 1st Viscount Plumer; ۱۳ مارس ۱۸۵۷ – ۱۶ ژوئیهٔ ۱۹۳۲) فرمانده نظامی اهل بریتانیا بود. وی برندهٔ جوایزی همچون نشان خورشید فروزان، لژیون دونور (افسر بزرگ)، نشان سلطنتی ویکتوریایی، نشان خدمات برجسته (ارتش آمریکا)، و نشان حمام شده‌است.